# مجلس التقييم
مجلس التقييم (بالإنجليزية: Board of Estimate) هو هيئة حاكمة في العديد من المقاطعات والبلديات، وخاصة في الولايات المتحدة.
وتتألف عضوية المجلس عادة من مجموعة من المسؤولين المنتخبين من السلطة التنفيذية (مثل العمدة أو الرئيس التنفيذي للمقاطعة) والسلطة التشريعية (المعروفة باسم المجلس البلدي أو في بعض المحليات، مجلس المراقبين)، وتتركز سلطاتها عادة في مجالات مثل الضرائب واستخدام الأراضي (خاصة قوانين التقسيم إلى مناطق).